# Temporada da NFL de 2006
A Temporada de 2006 da NFL foi a 87ª temporada regular do futebol americano da liga profissional dos Estados Unidos, a NFL. A temporada regular foi disputada entre 7 de setembro até 31 de dezembro 2006. O título da NFL foi eventualmente conquistado pelo Indianapolis Colts ao derrotar o Chicago Bears; o Super Bowl foi jogado no Dolphin Stadium em Miami Gardens, Flórida em 4 de fevereiro de 2007.

## Classificação da temporada regular
V = Vitórias, D = Derrotas, E = Empates, PCT = Percentual de vitórias, PF= Pontos Feitos, PS = Pontos sofridos
Nota: Times de verde são os que asseguraram vaga nos playoffs
| AFC East                 |    |    |   |      |     |     |
| Time                     | V  | D  | E | PCT  | PF  | PS  |
| (4) New England Patriots | 12 | 4  | 0 | .750 | 385 | 237 |
| (5) New York Jets        | 10 | 6  | 0 | .625 | 316 | 295 |
| Buffalo Bills            | 7  | 9  | 0 | .436 | 300 | 311 |
| Miami Dolphins           | 6  | 10 | 0 | .375 | 260 | 283 |
| AFC North                |    |    |   |      |     |     |
| Time                     | V  | D  | E | PCT  | PF  | PS  |
| (2) Baltimore Ravens     | 13 | 3  | 0 | .813 | 353 | 201 |
| Cincinnati Bengals       | 8  | 8  | 0 | .500 | 373 | 331 |
| Pittsburgh Steelers      | 8  | 8  | 0 | .500 | 353 | 315 |
| Cleveland Browns         | 4  | 12 | 0 | .250 | 238 | 356 |
| AFC South                |    |    |   |      |     |     |
| Time                     | V  | D  | E | PCT  | PF  | PS  |
| (3) Indianapolis Colts   | 12 | 4  | 0 | .750 | 427 | 360 |
| Tennessee Titans         | 8  | 8  | 0 | .500 | 324 | 400 |
| Jacksonville Jaguars     | 8  | 8  | 0 | .500 | 371 | 274 |
| Houston Texans           | 6  | 10 | 0 | .375 | 267 | 366 |
| AFC West                 |    |    |   |      |     |     |
| Time                     | V  | D  | E | PCT  | PF  | PS  |
| (1) San Diego Chargers   | 14 | 2  | 0 | .875 | 492 | 303 |
| (6) Kansas City Chiefs   | 9  | 7  | 0 | .562 | 331 | 315 |
| Denver Broncos           | 9  | 7  | 0 | .562 | 319 | 305 |
| Oakland Raiders          | 2  | 14 | 0 | .125 | 168 | 332 |

| NFC East                |    |    |   |      |     |     |
| Time                    | V  | D  | E | PCT  | PF  | PS  |
| (3) Philadelphia Eagles | 10 | 6  | 0 | .625 | 398 | 328 |
| (5) Dallas Cowboys      | 9  | 7  | 0 | .562 | 425 | 350 |
| (6) New York Giants     | 8  | 8  | 0 | .500 | 355 | 362 |
| Washington Redskins     | 5  | 11 | 0 | .313 | 307 | 376 |
| NFC North               |    |    |   |      |     |     |
| Time                    | V  | D  | E | PCT  | PF  | PS  |
| (1) Chicago Bears       | 13 | 3  | 0 | .812 | 427 | 255 |
| Green Bay Packers       | 8  | 8  | 0 | .500 | 301 | 366 |
| Minnesota Vikings       | 6  | 10 | 0 | .375 | 282 | 327 |
| Detroit Lions           | 3  | 13 | 0 | .188 | 305 | 398 |
| NFC South               |    |    |   |      |     |     |
| Time                    | V  | D  | E | PCT  | PF  | PS  |
| (2) New Orleans Saints  | 10 | 6  | 0 | .625 | 413 | 322 |
| Carolina Panthers       | 8  | 8  | 0 | .500 | 270 | 305 |
| Atlanta Falcons         | 7  | 9  | 0 | .438 | 292 | 328 |
| Tampa Bay Buccaneers    | 4  | 12 | 0 | .250 | 211 | 353 |
| NFC West                |    |    |   |      |     |     |
| Time                    | V  | D  | E | PCT  | PF  | PS  |
| (4) Seattle Seahawks    | 9  | 7  | 0 | .562 | 335 | 341 |
| St. Louis Rams          | 8  | 8  | 0 | .500 | 367 | 381 |
| San Francisco 49ers     | 7  | 9  | 0 | .438 | 298 | 412 |
| Arizona Cardinals       | 5  | 11 | 0 | .312 | 314 | 389 |

Desempate
- Cincinnati terminou na frente de Pittsburgh na AFC North baseado numa melhor performance dentro da divisã (4-2 contra 3-3).

- Tennessee terminou na frente de Jacksonville na AFC South baseado numa melhor performance dentro da divisã (4-2 contra 2-4).

- Kansas City terminou na frente de Denver in na AFC West baseado numa melhor performance dentro da divisã (4-2 contra 3-3).

- Indianapolis terminou na 3ª posição na AFC baseado no confronto direto contra New England (Semana 9).

- New Orleans terminou na 2ª posição na NFC baseado no confronto direto contra Philadelphia (Semana 6).

- N.Y. Giants terminou na 6ª posição na NFC baseado num melhor percentual de vitórias do que Green Bay (.422 contra .383), enquanto Carolina e St. Louis foram eliminado dos playoff porque o N.Y. Giants e Green Bay tiveram uma melhor performance dentro da conferência (7-5 contra 6-6).

## Playoffs
|  |                                        |                                        |                                        |                |                |                                  |                                     |                                  |                          |                          |                          |                                  |                                  |                                  |  |  |  |  |
|  | 7 de janeiro - Gillette Stadium        | 7 de janeiro - Gillette Stadium        | 7 de janeiro - Gillette Stadium        |                |                | 14 de janeiro - Qualcomm Stadium | 14 de janeiro - Qualcomm Stadium    | 14 de janeiro - Qualcomm Stadium |                          |                          |                          |                                  |                                  |                                  |  |  |  |  |
|  | 7 de janeiro - Gillette Stadium        | 7 de janeiro - Gillette Stadium        | 7 de janeiro - Gillette Stadium        |                |                | 14 de janeiro - Qualcomm Stadium | 14 de janeiro - Qualcomm Stadium    | 14 de janeiro - Qualcomm Stadium |                          |                          |                          |                                  |                                  |                                  |  |  |  |  |
|  | 7 de janeiro - Gillette Stadium        | 7 de janeiro - Gillette Stadium        | 7 de janeiro - Gillette Stadium        |                |                | 14 de janeiro - Qualcomm Stadium | 14 de janeiro - Qualcomm Stadium    | 14 de janeiro - Qualcomm Stadium |                          |                          |                          |                                  |                                  |                                  |  |  |  |  |
|  | 7 de janeiro - Gillette Stadium        | 7 de janeiro - Gillette Stadium        | 7 de janeiro - Gillette Stadium        |                |                | 14 de janeiro - Qualcomm Stadium | 14 de janeiro - Qualcomm Stadium    | 14 de janeiro - Qualcomm Stadium |                          |                          |                          |                                  |                                  |                                  |  |  |  |  |
|  | 5                                      | N.Y. Jets                              | 16                                     |                |                | 14 de janeiro - Qualcomm Stadium | 14 de janeiro - Qualcomm Stadium    | 14 de janeiro - Qualcomm Stadium |                          |                          |                          |                                  |                                  |                                  |  |  |  |  |
|  | 5                                      | N.Y. Jets                              | 16                                     | 4              | New England    | 24                               |                                     |                                  |                          |                          |                          |                                  |                                  |                                  |  |  |  |  |
|  | 4                                      | New England                            | 37                                     | 4              | New England    | 24                               |                                     |                                  | 21 de janeiro - RCA Dome | 21 de janeiro - RCA Dome | 21 de janeiro - RCA Dome |                                  |                                  |                                  |  |  |  |  |
|  | 4                                      | New England                            | 37                                     | 1              | San Diego      | 21                               |                                     |                                  | 21 de janeiro - RCA Dome | 21 de janeiro - RCA Dome | 21 de janeiro - RCA Dome |                                  |                                  |                                  |  |  |  |  |
|  |                                        |                                        |                                        | 1              | San Diego      | 21                               |                                     |                                  | 21 de janeiro - RCA Dome | 21 de janeiro - RCA Dome | 21 de janeiro - RCA Dome |                                  |                                  |                                  |  |  |  |  |
|  | AFC                                    |                                        |                                        |                |                |                                  |                                     |                                  | 21 de janeiro - RCA Dome | 21 de janeiro - RCA Dome | 21 de janeiro - RCA Dome |                                  |                                  |                                  |  |  |  |  |
|  | 6 de janeiro - RCA Dome                | 6 de janeiro - RCA Dome                | 6 de janeiro - RCA Dome                | 4              | New England    | 34                               |                                     |                                  |                          |                          |                          |                                  |                                  |                                  |  |  |  |  |
|  | 6 de janeiro - RCA Dome                | 6 de janeiro - RCA Dome                | 6 de janeiro - RCA Dome                | 4              | New England    | 34                               | 13 de janeiro - M&T Bank Stadium    |                                  |                          |                          |                          |                                  |                                  |                                  |  |  |  |  |
|  | 6 de janeiro - RCA Dome                | 6 de janeiro - RCA Dome                | 6 de janeiro - RCA Dome                |                | 3              | Indianapolis                     | 38                                  |                                  |                          |                          |                          |                                  |                                  |                                  |  |  |  |  |
|  | 6 de janeiro - RCA Dome                | 6 de janeiro - RCA Dome                | 6 de janeiro - RCA Dome                |                | 3              | Indianapolis                     | 38                                  |                                  |                          |                          |                          |                                  |                                  |                                  |  |  |  |  |
|  | 6                                      | Kansas City                            | 8                                      | Campeão da AFC | Campeão da AFC | Campeão da AFC                   |                                     |                                  |                          |                          |                          |                                  |                                  |                                  |  |  |  |  |
|  | 6                                      | Kansas City                            | 8                                      | Campeão da AFC | Campeão da AFC | Campeão da AFC                   | 3                                   | Indianapolis                     | 15                       |                          |                          |                                  |                                  |                                  |  |  |  |  |
|  | 3                                      | Indianapolis                           | 23                                     | Campeão da AFC | Campeão da AFC | Campeão da AFC                   | 3                                   | Indianapolis                     | 15                       |                          |                          | 4 de fevereiro - Dolphin Stadium | 4 de fevereiro - Dolphin Stadium | 4 de fevereiro - Dolphin Stadium |  |  |  |  |
|  | 3                                      | Indianapolis                           | 23                                     | Campeão da AFC | Campeão da AFC | Campeão da AFC                   | 2                                   | Baltimore                        | 6                        |                          |                          | 4 de fevereiro - Dolphin Stadium | 4 de fevereiro - Dolphin Stadium | 4 de fevereiro - Dolphin Stadium |  |  |  |  |
|  | Playoffs de Wild Card                  |                                        |                                        |                |                |                                  | 2                                   | Baltimore                        | 6                        |                          |                          | 4 de fevereiro - Dolphin Stadium | 4 de fevereiro - Dolphin Stadium | 4 de fevereiro - Dolphin Stadium |  |  |  |  |
|  | Playoffs de Divisão                    |                                        |                                        |                |                |                                  |                                     |                                  |                          |                          |                          | 4 de fevereiro - Dolphin Stadium | 4 de fevereiro - Dolphin Stadium | 4 de fevereiro - Dolphin Stadium |  |  |  |  |
|  | 7 de janeiro - Lincoln Financial Field | 7 de janeiro - Lincoln Financial Field | 7 de janeiro - Lincoln Financial Field | A3             | Indianapolis   | 29                               |                                     |                                  |                          |                          |                          |                                  |                                  |                                  |  |  |  |  |
|  | 7 de janeiro - Lincoln Financial Field | 7 de janeiro - Lincoln Financial Field | 7 de janeiro - Lincoln Financial Field | A3             | Indianapolis   | 29                               | 13 de janeiro - Louisiana Superdome |                                  |                          |                          |                          |                                  |                                  |                                  |  |  |  |  |
|  | 7 de janeiro - Lincoln Financial Field | 7 de janeiro - Lincoln Financial Field | 7 de janeiro - Lincoln Financial Field |                | N1             | Chicago                          | 17                                  |                                  |                          |                          |                          |                                  |                                  |                                  |  |  |  |  |
|  | 7 de janeiro - Lincoln Financial Field | 7 de janeiro - Lincoln Financial Field | 7 de janeiro - Lincoln Financial Field |                | N1             | Chicago                          | 17                                  |                                  |                          |                          |                          |                                  |                                  |                                  |  |  |  |  |
|  | 6                                      | N.Y. Giants                            | 20                                     | Super Bowl XLI | Super Bowl XLI | Super Bowl XLI                   |                                     |                                  |                          |                          |                          |                                  |                                  |                                  |  |  |  |  |
|  | 6                                      | N.Y. Giants                            | 20                                     | Super Bowl XLI | Super Bowl XLI | Super Bowl XLI                   | 3                                   | Philadelphia                     | 24                       |                          |                          |                                  |                                  |                                  |  |  |  |  |
|  | 3                                      | Philadelphia                           | 23                                     | Super Bowl XLI | Super Bowl XLI | Super Bowl XLI                   | 3                                   | Philadelphia                     | 24                       |                          |                          | 21 de janeiro - Soldier Field    | 21 de janeiro - Soldier Field    | 21 de janeiro - Soldier Field    |  |  |  |  |
|  | 3                                      | Philadelphia                           | 23                                     | Super Bowl XLI | Super Bowl XLI | Super Bowl XLI                   | 2                                   | New Orleans                      | 27                       |                          |                          | 21 de janeiro - Soldier Field    | 21 de janeiro - Soldier Field    | 21 de janeiro - Soldier Field    |  |  |  |  |
|  |                                        |                                        |                                        |                |                |                                  | 2                                   | New Orleans                      | 27                       |                          |                          | 21 de janeiro - Soldier Field    | 21 de janeiro - Soldier Field    | 21 de janeiro - Soldier Field    |  |  |  |  |
|  | NFC                                    |                                        |                                        |                |                |                                  |                                     |                                  |                          |                          |                          | 21 de janeiro - Soldier Field    | 21 de janeiro - Soldier Field    | 21 de janeiro - Soldier Field    |  |  |  |  |
|  | 6 de janeiro - Qwest Field             | 6 de janeiro - Qwest Field             | 6 de janeiro - Qwest Field             | 2              | New Orleans    | 14                               |                                     |                                  |                          |                          |                          |                                  |                                  |                                  |  |  |  |  |
|  | 6 de janeiro - Qwest Field             | 6 de janeiro - Qwest Field             | 6 de janeiro - Qwest Field             | 2              | New Orleans    | 14                               | 14 de janeiro - Soldier Field       |                                  |                          |                          |                          |                                  |                                  |                                  |  |  |  |  |
|  | 6 de janeiro - Qwest Field             | 6 de janeiro - Qwest Field             | 6 de janeiro - Qwest Field             |                | 1              | Chicago                          | 39                                  |                                  |                          |                          |                          |                                  |                                  |                                  |  |  |  |  |
|  | 6 de janeiro - Qwest Field             | 6 de janeiro - Qwest Field             | 6 de janeiro - Qwest Field             |                | 1              | Chicago                          | 39                                  |                                  |                          |                          |                          |                                  |                                  |                                  |  |  |  |  |
|  | 5                                      | Dallas                                 | 20                                     | Campeão da NFC | Campeão da NFC | Campeão da NFC                   |                                     |                                  |                          |                          |                          |                                  |                                  |                                  |  |  |  |  |
|  | 5                                      | Dallas                                 | 20                                     | Campeão da NFC | Campeão da NFC | Campeão da NFC                   | 4                                   | Seattle                          | 24                       |                          |                          |                                  |                                  |                                  |  |  |  |  |
|  | 4                                      | Seattle                                | 21                                     | Campeão da NFC | Campeão da NFC | Campeão da NFC                   | 4                                   | Seattle                          | 24                       |                          |                          |                                  |                                  |                                  |  |  |  |  |
|  | 4                                      | Seattle                                | 21                                     | Campeão da NFC | Campeão da NFC | Campeão da NFC                   | 1                                   | Chicago                          | 27*                      |                          |                          |                                  |                                  |                                  |  |  |  |  |
|  |                                        |                                        |                                        |                |                |                                  | 1                                   | Chicago                          | 27*                      |                          |                          |                                  |                                  |                                  |  |  |  |  |

 * Indica vitória na prorrogação

### AFC
- Jogos de Wild-Card: Indianapolis 23 (Venceu), Kansas City 8; New England 37 (Venceu), N. Y. Jets 16
- Playoffs de divisão: Indianapolis 15 (Venceu), Baltimore 6; New England 24 (Venceu), San Diego 21

- AFC Championship: Indianapolis 38(Venceu), New England 34

### NFC
- Jogos de Wild-Card: Seattle 21 (Venceu), Dallas 20; Philadelphia 23 (Venceu), N. Y. Giants 20
- Playoffs de divisão: New Orleans 27(Venceu), Philadelphia 24; Chicago 27 (Venceu), Seattle 24 (OT)
- NFC Championship: Chicago 39 (Venceu), New Orleans 14

### Super Bowl
- Super Bowl XLI no Dolphin Stadium, Miami Gardens, Flórida:
 Indianapolis (AFC) 29, Chicago (NFC) 17

### Pro Bowl
- Pro Bowl de 2007 no Aloha Stadium, Honolulu, Havaí: AFC 31, NFC 28

## Marcas importantes
Os seguintes times e jogadores quebraram recordes da NFL durante esta temporada:
| Recorde                                                      | Jogador/Time                                    | Data/Oponente                         | Antigo recorde                                 |
| ------------------------------------------------------------ | ----------------------------------------------- | ------------------------------------- | ---------------------------------------------- |
| Maior número de pontos, Carreira                             | Morten Andersen, Atlanta                        | 16 de dezembro vs. Dallas             | Gary Anderson, 1982-2004 (2,434)               |
| Maior quantidade de Field Goals, Carreira                    | Morten Andersen, Atlanta                        | 24 de dezembro vs. Carolina           | Gary Anderson, 1982-2004 (538)                 |
| Maior número de passes completados, Carreira                 | Brett Favre, Green Bay                          | 17 de dezembrode dezembro vs. Detroit | Dan Marino, 1983-1999 (4,967)                  |
| Maior número de Touchdowns, Temporada                        | LaDainian Tomlinson, San Diego (31)             | N/A                                   | Shaun Alexander, Seattle, 2005 (28)            |
| Maior número de Touchdowns terrestres, Temporada             | LaDainian Tomlinson, San Diego (28)             | N/A                                   | Shaun Alexander, 2005 Priest Holmes, 2003 (27) |
| Maior número de corridas, Temporada                          | Larry Johnson, Kansas City (416)                | 31 de dezembro vs. Jacksonville       | Jamal Anderson, Atlanta, 1998 (410)            |
| Maior número de retornos de chutes para Touchdown, Temporada | Devin Hester, Chicago (5; 3 punts e 2 kickoffs) | N/A                                   | Empatado com outros 9 jogadores (4)            |

## Lideres em estatísticas na Temporada Regular

### Time
| Pontos marcados                 | San Diego Chargers (492)   |
| Total de jardas                 | New Orleans Saints (6,264) |
| Jardas terrestres               | Atlanta Falcons (2,939)    |
| Jardas aéreas                   | New Orleans Saints (4,503) |
| Menos pontos cedidos            | Baltimore Ravens (201)     |
| Menos jardas cedidas            | Baltimore Ravens (4,225)   |
| Menos jardas terrestres cedidas | Minnesota Vikings (985)    |
| Menos jardas aéreas cedidas     | Oakland Raiders (2,413)    |

### Individual
| Pontos                       | LaDainian Tomlinson, San Diego (186 pontos)              |
| Touchdowns                   | LaDainian Tomlinson, San Diego (31 TDs)                  |
| Mais field goals feitos      | Robbie Gould, Chicago e Jeff Wilkins, St. Louis (32 FGs) |
| Jardas terrestres            | LaDainian Tomlinson, San Diego (1,815 jardas)            |
| Rating                       | Peyton Manning, Indianapolis (101.0)                     |
| Passes para touchdown        | Peyton Manning, Indianapolis (31 TDs)                    |
| Jardas aéreas                | Drew Brees, New Orleans (4,418 jardas)                   |
| Recepções                    | Andre Johnson, Houston (103 recepções)                   |
| Jardas recebidas             | Chad Johnson, Cincinnati (1,369 jardas)                  |
| Jardas por retorno (Punt)    | Adam "Pacman" Jones, Tennessee (12.9 jardas de média)    |
| Jardas por retorno (Kickoff) | Justin Miller, New York Jets (28.3 jardas de média)      |
| Interceptações               | Asante Samuel, New England e Champ Bailey, Denver (10)   |
| Jardas por Punt              | Mat McBriar, Dallas (48.2 jardas de média)               |
| Sacks                        | Shawne Merriman, San Diego (17)                          |

## Prêmios
| Jogador Mais Valioso                                             | LaDainian Tomlinson, Running Back, San Diego Chargers |
| NFL Coach of the Year (Treinador do Ano)                         | Sean Payton, New Orleans Saints                       |
| NFL Offensive Player of the Year                                 | LaDainian Tomlinson, Running Back, San Diego Chargers |
| NFL Defensive Player of the Year (Jogador Defensivo do Ano)      | Jason Taylor, Defensive End, Miami Dolphins           |
| NFL Offensive Rookie of the Year (Novato Ofensivo do Ano)        | Vince Young, Quarterback, Tennessee Titans            |
| NFL Defensive Rookie of the Year Award (Novato Defensivo do Ano) | DeMeco Ryans, Linebacker, Houston Texans              |
| NFL Comeback Player of the Year                                  | Chad Pennington, Quarterback, New York Jets           |

Time All-Pro
| Ataque           | Ataque                                                    |
| ---------------- | --------------------------------------------------------- |
| Quarterback      | Drew Brees, New Orleans                                   |
| Running back     | LaDainian Tomlinson, San Diego Larry Johnson, Kansas City |
| Fullback         | Lorenzo Neal, San Diego                                   |
| Wide receiver    | Marvin Harrison, Indianapolis Chad Johnson, Cincinnati    |
| Tight end        | Antonio Gates, San Diego                                  |
| Offensive tackle | Willie Anderson, Cincinnati Jammal Brown, New Orleans     |
| Offensive guard  | Alan Faneca, Pittsburgh Shawn Andrews, Philadelphia       |
| Center           | Olin Kreutz, Chicago                                      |

| Defensa            | Defensa                                              |
| ------------------ | ---------------------------------------------------- |
| Defensive end      | Jason Taylor, Miami Julius Peppers, Carolina         |
| Defensive tackle   | Jamal Williams, San Diego Kevin Williams, Minnesota  |
| Outside linebacker | Shawne Merriman, San Diego Adalius Thomas, Baltimore |
| Inside linebacker  | Brian Urlacher, Chicago Zach Thomas, Miami           |
| Cornerback         | Champ Bailey, Denver Rashean Mathis, Jacksonville    |
| Safety             | Brian Dawkins, Philadelphia Ed Reed, Baltimore       |

| Kicker        | Robbie Gould, Chicago  |
| Punter        | Brian Moorman, Buffalo |
| Kick returner | Devin Hester, Chicago  |